# Страстный пилигрим
«Страстный пилигрим» (англ. The Passionate Pilgrim) — антология из 20 стихотворений, собранных и опубликованных в 1599 году Уильямом Джаггардом. На титульном листе как автор указан «У. Шекспир», но только пять стихотворений считаются безусловно шекспировскими. Это два сонета, которые позже были включены в сборник 1609 года под номерами 138 и 144, и три стихотворения, извлечённые из пьесы «Бесплодные усилия любви». Ещё пять стихотворений приписывались при жизни Шекспира, а два были опубликованы в других сборниках без указания автора.